# 1696 en philosophie
Chronologie de la philosophie
- 1692
- 1693
- 1694
- 1695
- 1696
- 1697
- 1698
- 1699
- 1700

L’année 1696 a été marquée, en philosophie, par les événements suivants :

## Publications
- John Toland (libre-penseur) : Christianity not Mysterious: A Treatise Shewing, That there is nothing in the Gospel Contrary to Reason, Nor Above It: And that no Christian Doctrine can be properly called A Mystery. Ouvrage polémique, où Toland attaque les dogmes, fait l'éloge du christianisme primitif (celui des Nazaréens), dépourvu de mystère, de clergé et fondé sur la raison naturelle. Traduction Tristan Dagron : Le christianisme sans mystère, Honoré Champion, 2005, 270 p.

- Damaris Cudworth Masham : * A discourse concerning the Love of God (A. and J. Churchill at the Black-Swan in Paternoster-Row, London 1696).

## Naissances
- Henry Home, appelé aussi Lord Kames (décédé le 27 décembre 1782) était un philosophe écossais du siècle des Lumières, juge, avocat mais aussi écrivain et agronome. Né à Kames dans le Berwickshire, il devint avocat et l'un des chefs de file des Lumières écossaises. Membre fondateur de la société philosophique d'Édimbourg et de la Select Society aux côtés de David Hume ou Adam Smith. Il acquit le titre de Lord en 1752. Ses essais lancent une réflexion sur le concept de propriété.

- Samuel Johnson (philosophe) (décédé en 1772) était un philosophe, un éducateur et un membre important de l'Église anglicane dans les colonies anglaises d'Amérique. Il fut le président de King's College à New York, aujourd'hui l'Université Columbia.

## Décès
- Mohammad Sa'id dit Qazi Sa'id Qommi (en persan : قاضى سعيد قمى, Qāzi Sa'id Qomi) est un philosophe, juriste et mystique chiite né en 1640 et mort après 1696. Il a également été le médecin personnel et le confident de Shah Abbas II, le septième souverain safavide.

- 14 mars : Jean Domat, ou Daumat (né le 30 novembre 1625 à Clermont (aujourd'hui centre historique de Clermont-Ferrand) en Auvergne), est un jurisconsulte français, chef de file du mouvement rationaliste en France au XVIIe siècle, auquel il a donné un élan décisif.

- 27 avril à Paris : Simon Foucher (né le 1er mars 1644 à Dijon), abbé et chanoine de Dijon, était un philosophe français.